# ONE/花の唄/六等星の夜 Magic Blue ver.
「ONE / 花の唄 / 六等星の夜 Magic Blue ver.」（ワン／はなのうた／ろくとうせいのよる マジックブルー・バージョン）は、Aimerの13枚目のシングル。2017年10月11日にSME Recordsから発売された。

## 概要
前作からおよそ1年ぶりとなるシングルで、デビューシングル以来のトリプルA面仕様となっている。
「ONE」は、ダンサブルかつポップなナンバーとなっており、Aimerは「ここが振り出しで、また新たに進もうという決意を込めて書いたし、自分で自分を鼓舞するという意味でも、力のある曲」と語っている。「花の唄」は梶浦由記が楽曲提供・プロデュースをしており、劇場版『Fate/stay night［Heaven's Feel］』第一章の主題歌となっている。また、YouTubeで公開されているミュージックビデオには女優の浜辺美波が出演しており、監督は三木孝浩が務めている。三木がAimerのミュージックビデオを手掛けるのは「Re:pray」以来2度目となる。その他、デビューシングルのセルフカバー「六等星の夜 Magic Blue ver.」、中島みゆきが歌う「糸」のカバーが収録されている。
発売形態は初回限定盤・通常盤・期間限定盤の3形態に加え、今回はファンクラブ限定盤も発売された。各形態でタイトルと収録曲の順番が異なっている。

## 収録曲
通常盤・初回生産限定盤
1. ONE (5:31)
作詞：aimerrhythm　作曲：百田留衣　編曲：玉井健二・百田留衣
2. 花の唄 (6:13)
作詞・作曲・編曲：梶浦由記
3. 六等星の夜 Magic Blue ver. (5:50)
作詞：aimerrhythm　作曲：飛内将大　編曲：玉井健二・百田留衣
4. 糸（3:43）
作詞・作曲：中島みゆき　編曲：玉井健二・百田留衣

DVD (初回生産限定盤のみ)
1. zero (MV)
2. 歌鳥風月 (MV)

期間生産限定盤
1. 花の唄
2. ONE
3. 六等星の夜 Magic Blue ver.
4. 糸
5. 花の唄 Movie ver.

## リリース日一覧
| 地域 | リリース日     | レーベル               | 規格                   | カタログ番号                | 備考                                              |
| ---- | -------------- | ---------------------- | ---------------------- | --------------------------- | ------------------------------------------------- |
| 日本 | 2017年10月11日 | SME Records            | 12cmCD                 | SECL-2211                   | 通常盤                                            |
| 日本 | 2017年10月11日 | SME Records            | 12cmCD                 | SECL-2212                   | 期間限定盤 描きおろしFate絵柄SPパッケージ         |
| 日本 | 2017年10月11日 | SME Records            | 12cmCD                 | SEC8-16                     | ファンクラブ限定盤 限定CDジャケット＆ブックレット |
| 日本 | 2017年10月11日 | SME Records            | 12cmCD + DVD           | SECL-2209～2210             | 初回限定盤                                        |
| 日本 | 2017年10月11日 | Sony Music Labels Inc. | デジタル・ダウンロード | 1284240040                  | iTunes Store                                      |
| 日本 | 2017年10月11日 | Sony Music Labels Inc. | デジタル・ダウンロード | A2001082599                 | レコチョク AAC 128/320kbps                        |
| 日本 | 2017年10月11日 | Sony Music Labels Inc. | デジタル・ダウンロード | 4547366333831               | mora AAC-LC 320kbps                               |
| 日本 | 2017年10月11日 | Sony Music Labels Inc. | デジタル・ダウンロード | B0761V52Z2                  | Amazon.co.jp                                      |
| 日本 | 2017年10月11日 | Sony Music Labels Inc. | デジタル・ダウンロード | Bpjdggwopltwxtrk4iiiljzyqiy | Google Play Music                                 |
| 日本 | 2017年10月11日 | Sony Music Labels Inc. | デジタル・ダウンロード | 9d138da6ee8fb86d3499        | AWA 320kbps                                       |
| 日本 | 2017年10月11日 | Sony Music Labels Inc. | デジタル・ダウンロード | 3JkJiPX9hgLUZ0QX2iM4aK      | Spotify                                           |

## タイアップ
| 曲名                           | タイアップ |
| 「糸」                         | トヨタホーム企業CMソング |
| 「花の唄」                     | アニプレックス配給劇場版アニメ映画『Fate/stay night [Heaven’s Feel] I.presage flower』主題歌 |
| 「六等星の夜 Magic Blue ver.」 | コニカミノルタプラネタリウム"天空" in 東京スカイツリータウン リニューアルオープン記念テーマソング |
| 「ONE」                        | 日本航空『JAL企業広告 平昌2018冬季オリンピックカーリング男子日本代表』 『JAL企業広告 平昌2018冬季オリンピックカーリング女子日本代表』各CMソング 東日本放送『もえスポ』テーマソング TBS『報道特集』テーマソング |

## 購入特典
- 「ONE/花の唄/六等星の夜 Magic Blue ver.」B2サイズ両面告知ポスター (表:Aimer絵柄 ＆ 裏:「Fate/stay night [Heaven's Feel]」描きおろしイラスト)
- 「ONE/花の唄/六等星の夜 Magic Blue ver.」オリジナルステッカー
- 「ONE/花の唄/六等星の夜 Magic Blue ver.」オリジナルクリアファイル (表:「Fate/stay night [Heaven's Feel]」描きおろしイラスト ＆ 裏:Aimer絵柄)